# Greiling
Greiling là một đô thị ở huyện Bad Tölz-Wolfratshausen bang Bayern nước Đức. Đô thị Greiling có diện tích 7,65 km², dân số thời điểm ngày 31 tháng 12 năm 2006 là 1371 người. 